# رویال وینگز
رویال وینگز (به انگلیسی: Royal Wings) یک شرکت هواپیمایی با کد یاتا RY است که در تاریخ ۱ ژانویه ۱۹۹۶ میلادی تأسیس شده است.
دفتر مرکزی رویال وینگز در امان، اردن واقع شده‌است و قطب این شرکت هواپیمایی در فرودگاه بین‌المللی ملکه علیا قرار دارد و به ۸ مقصد، پرواز مستقیم انجام می‌دهد.

## مقصدهای پروازی
مقصدهای پروازی رویال وینگز به شرح زیر است (ژوئن ۲۰۱۳):
 مصر
- عریش - فرودگاه بین‌المللی العریش
- اسکندریه - فرودگاه بین‌المللی اسکندریه (مصر)
- شرم‌الشیخ - فرودگاه بین‌المللی شرم‌الشیخ

 یونان
- رودس - فرودگاه بین‌المللی رود

 اردن
- امان
  - فرودگاه کشوری امان
  - فرودگاه بین‌المللی ملکه علیا
- عقبه
  - فرودگاه بین‌المللی ملک حسین

 لهستان
- ورشو - فرودگاه شوپن ورشو

 ترکیه
- آنکارا - فرودگاه بین‌المللی اسن‌بوغا
- آنتالیا - فرودگاه آنتالیا

 الجزایر
- الجزیره - فرودگاه هواری بومدین